# Formati cinematografici
Le pellicole cinematografiche (film) utilizzate nel mondo del cinema variano molto a seconda dei mezzi e delle finalità delle riprese. I formati diffusi sono, quindi, numerosi.

## Formati amatoriali
- 4,5 mm - poco usato ed oggi assai raro a rintracciarsi; ha origini oscure e non certificate. Con grande probabilità parrebbe derivarsi dall'Home Kinetoscope della Edison, commercializzato a partire dal 1912. Secondo Vincent Pinel il formato immagine esatto era di 4,2 x 5,6 mm.
- 8 mm
  - Single 8 mm
  - Super 8 mm
  - Doppio super 8 mm
- 8,75 mm
- 9,5 mm
- 16 mm
- 17,5 mm
- 22 mm Edison
- 28 mm Pathescope
- EmmE

## Formati professionali
- 16 mm
  - Super 16 mm
- 35 mm
  - Academy Flat
  - VistaVision
  - Anamorfico della Panavision
  - Super 35 mm
  - CinemaScope
- 70 mm
  - IMAX
  - OMNIMAX
  - Super Panavision
  - Todd-AO
- 35 mm x 3
  - Cinerama
  - Kinopanorama
  - Cinemiracle
- Digitale
  - DCI